# Problem monopoli magnetycznych

Według modelu Wielkiego Wybuchu Wszechświat wyłonił się z bardzo gęstego i gorącego stanu (na dole). Od tamtej pory sama przestrzeń rozszerzała się z biegiem czasu, odsuwając od siebie galaktyki.

Problem monopoli magnetycznych – jeden z kilku problemów teoretycznych niedających się wyjaśnić w ramach teorii wielkiej unifikacji. Rozwiązanie problemu monopoli magnetycznych przynosi wprowadzenie inflacji kosmologicznej.

## Problem monopoli magnetycznych
Problem monopoli magnetycznych polega na tym, że w przypadku jeśli Wszechświat na wczesnym etapie był bardzo gorący, powinno powstać wiele silnych i stabilnych monopoli magnetycznych. Takie zachowanie przewiduje teoria wielkiej unifikacji, według której w bardzo wysokich temperaturach siły elektromagnetyczne, silne i słabe nie są fundamentalnymi oddziaływaniami, lecz powstają poprzez spontaniczne łamanie symetrii. Według tej teorii liczne silne, stabilne cząstki nie zostały jeszcze zaobserwowane. Reliktowe monopole magnetyczne należą do najdziwniejszych z nich, a ich strukturę można opisać jako "węzeł" (ang. knot) w polu magnetycznym. Według teorii wielkiej unifikacji monopole są jedną z podstawowych składowych Wszechświata. Do tej pory poszukiwania monopoli pozostają bezowocne pomimo bardzo wysokiej przewidywanej teorią "przestrzennej gęstości monopoli". Rozwiązaniem tego problemu jest założenie, że jednym z początkowych etapów ekspansji Wszechświata była tzw. inflacja kosmologiczna, pojawiająca się tuż po okresie, w którym temperatura Wszechświata pozwalała na produkcję monopoli. Gwałtowne zwiększenie rozmiarów Wszechświata doprowadziłoby do drastycznego obniżenia "gęstości przestrzennej monopoli". Należy jednak pamiętać, że do momentu zaobserwowania monopoli proponowane rozwiązanie dotyczy hipotetycznego problemu.

## Pozostałe problemy
Kolejnymi problemami wyjaśnianymi przez kosmologię inflacyjną są problem horyzontu oraz problem płaskości. Pierwszy stawia pytanie, w jaki sposób obszary o rozłącznych horyzontach osiągnęły niemal identyczne temperatury. Według teorii inflacyjnej w początkowych chwilach istnienia Wszechświata ekspansja przestrzeni następowała wystarczająco powoli, aby możliwa była komunikacja między obszarami w obrębie naszego horyzontu, a więc i ustalenie się jednorodnej temperatury. Drugi z nich dotyczy wartości gęstości materii we Wszechświecie oraz jej obecnej wartości zbliżonej do gęstości krytycznej.